# Abdala (Vakzin)

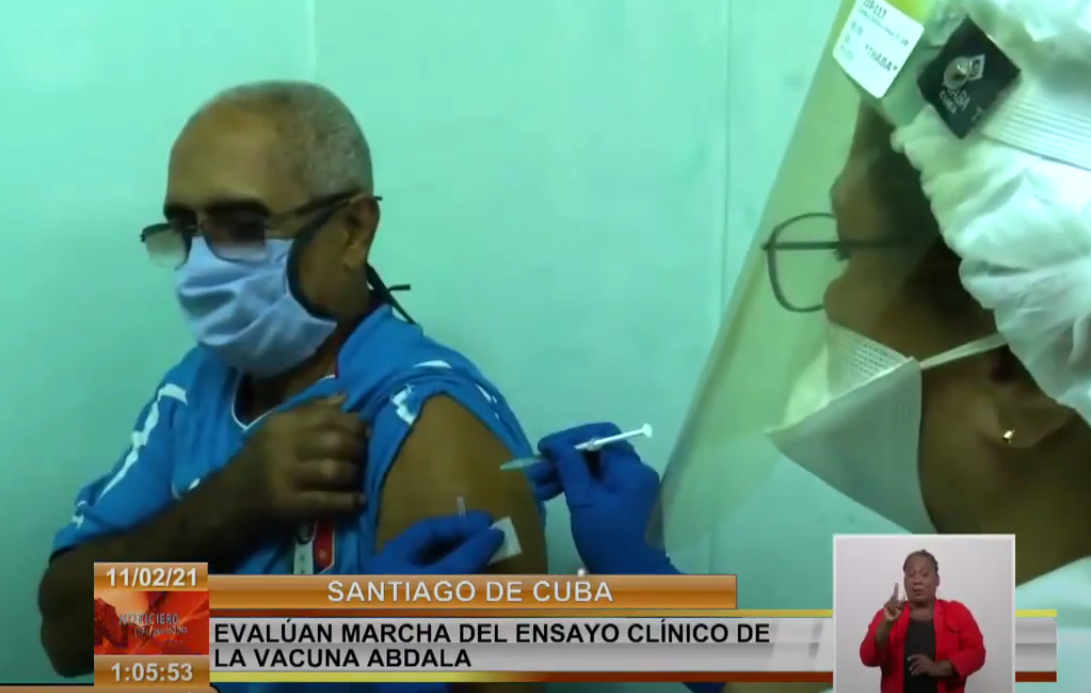
Impfung mit Abdala in Kuba 2021

Abdala ist ein Untereinheitenimpfstoff des Centro de Ingeniería Genética y Biotecnología (Havanna/Kuba) gegen SARS-CoV-2. Der ursprüngliche Name des Vakzins lautet CIGB-66.
Der Impfstoff besteht aus der gereinigten, gentechnisch in der Hefe Pichia pastoris exprimierten Rezeptor-bindenden Domäne (RBD) mit Aluminiumhydroxid als Adjuvans. Der Impfstoff wird drei Mal im Abstand von 14 Tagen verabreicht. In einer im März 2021 begonnenen Phase-III-Studie zeigte Abdala eine Effizienz gegen symptomatische Infektion von mehr als 92 %. Die Daten wurden jedoch bisher noch nicht in einer von Wissenschaftlern geprüften Veröffentlichung publiziert.
Im Juli 2021 wurde der Impfstoff in einer medizinischen Intervention erstmals eingesetzt, um einen Coronaausbruch in Havanna unter Kontrolle zu bringen. Seit Juli 2021 besitzt der Impfstoff eine Notfallzulassung in Kuba, Vietnam und einigen weiteren Ländern. In einer im Oktober 2021 veröffentlichten Vorabpublikation wurden mit einem Antikörpertest der Firma Hoffmann-La Roche und dem kubanischen Test UMELISA SARS-CoV-2 ANTI RBD die Antikörpertiter von 42 vollständig geimpften Personen gemessen. Fünfzehn Tage nach der vollständigen Immunisierung zeigten die Seren der Geimpften hohe Antikörpertiter (Median von 1595 U/mL) gegen die RBD, vergleichbar mit denen bei Personen, die mit dem mRNA-Impfstoff Comirnaty von BioNTech/Pfizer geimpft wurden.

## Zulassung
| Staat                          | Zulassung          | Quellen |
| ------------------------------ | ------------------ | ------- |
| Kuba                           | 9. Juli 2021       | [ 4 ]   |
| Vietnam                        | 18. September 2021 | [ 5 ]   |
| Nicaragua                      | 2. Oktober 2021    | [ 6 ]   |
| St. Vincent und die Grenadinen | Dezember 2021      | [ 7 ]   |
| Mexiko                         | 29. Dezember 2021  | [ 8 ]   |

Zulassung für Kinder
Im September 2021 begann Kuba mit der Impfung von Kindern und Jugendlichen zwischen 12 und 18 Jahren mit den Impfstoffen Abdala und Soberana-02. Am 27. Oktober 2021 erteilte das Zentrum für die staatliche Kontrolle von Arzneimitteln, Ausrüstungen und medizinischen Geräten (Cecmed) auch die Genehmigung für die Notfallverwendung von Abdala für die Gruppe der Kinder zwischen zwei und elf Jahren.